# Río Burdalo
Río Burdalo är ett vattendrag i Spanien. Det ligger i den centrala delen av landet, 260 km sydväst om huvudstaden Madrid.